# Kanton Brest-Plouzané
Kanton Brest-Plouzané (fr. Canton de Brest-Plouzané) je francouzský kanton v departementu Finistère v regionu Bretaň. Skládá se ze dvou obcí, z čehož je část města Brest.

## Obce kantonu
- Brest (část)
- Plouzané